# Klätten
Klätten är en bebyggelse vid nordvästra stranden av Lygnern sydväst om Sätila i Marks kommun. Från 2020 till 2023 avgränsade SCB här en småort.